# 두리 (가수)
두리(본명: 봉두리, 1991년 7월 8일 ~ )는 대한민국의 트로트 가수이다. TV조선 내일은 미스트롯에 출연 최종 7위를 기록하며 트로트 가수로 전향하였다. 정다경, 박성연과 함께 트로트 걸그룹 비너스를 결성하여 '깜빡이'를 발표했으며 현재는 솔로 앨범 발매 후 다양한 활동을 하고 있다.

## 음반

### 걸그룹 음반

#### GBB (지비비)
- 앨범: 2018년 싱글 앨범《GIRLS BE THE BEST》
- 수록곡: 케미 (KEMI), 나쁜X (Bad Girls), 돌직구

#### 비너스(Venus)
- 2019년 《깜빡이》영상 유닛[1](두리, 박성연, 정다경)

### 솔로 음반
- 2018년 《너 땜에》
- 2018년 《With You》
- 2019년 《미스트롯 - 공주는 외로워》
- 2019년 《사랑도 으랏차차차》
- 2019년 《밤열차》리메이크
- 2020년 미니앨범 1집《예쁨 주의보》
- 2021년 《난리났네 난리났어》 With 임다애
- 2021년 《이별이라 말하지마요》
- 2021년 《내 곁에 있어주》 With 조소연[2]

### 참여 음반
- 2017년 《Take Me Away》
- 2017년 《너와 나, 우리, 그날》
- 2017년 태사비애 《제발 우리 사랑하면 안되나요 (Feat. Cind, Doori)》 - 보그맘 OST Part.10
- 2019년 《Time to go (날 기억해)》 - 여름아 부탁해 OST Part. 32

## 방송
- 2019년 2월 ~ 2019년 6월 TV조선 《내일은 미스트롯》
- 2019년 5월 히스토리채널 《드론 축구: 하늘 위의 스트라이커》
- 2019년 SPOTV 아이돌리그
- 2019년 9월 MBC 《섹션TV 연예통신》
- 2019년 9월 KBS1 《6시 내고향》
- 2019년 9월 MBC 에브리원 《비디오 스타》
- 2020년 KBS1 가요무대 제1680회
- 2020년 채널A 이제 만나러 갑니다 제457회
- 2020년 MBC every1 대한외국인 제108회
- 2020년 8월 동아TV 뷰티풀라이프 12부작
- 2020년 11월 ~ 2022년 2월 MBN 국가대표선발전 헬로트로트
- 2023년 11월 ~  MBN 《현역가왕》

## 영화
- 2022년 《피는 물보다 진하다》 - 허강 여자 역 (특별출연)

## 라디오
- 2019년 TBS FM 《최일구의 허리케인 라디오 - 서바이벌 힘든싱어》
- 2019년 TBN 《경인교통방송 라디오》
- 2019년 TBS EFM 《송년특집 공개방송》
- 2020년 MBC 라디오 《박준형 정경미의 2시만세》
- 2020년 YTN 라디오 《안보라 이현웅의 어서UP쑈》

## 수상
- 2021년 슈퍼인플루언서브랜드어워즈 트로트가수부문 대상
- 2015년 미스인터콘티넨탈 인천선발대회 2위